# Guillaume Leidenbach
Guillaume Leidenbach – luksemburski polityk, w latach 1921–1923 dyrektor generalny ds. sprawiedliwości Luksemburga.

## Życiorys
15 kwietnia 1921 objął stanowisko dyrektora generalnego sprawiedliwości z ramienia Rietspartei w trzecim rządzie premiera Émile’a Reutera. Zastąpił Auguste Liesch, a urząd sprawował przez dwa lata do 14 kwietnia 1923. Przez kolejne dwa lata nikt nie sprawował tego urzędy.